# Janary Gentil Nunes
Janary Gentil Nunes (Alenquer, 1 de junho de 1912 — Rio de Janeiro, 15 de outubro de 1984) foi um militar e político brasileiro, indicado como primeiro governador do Amapá pelo presidente Getulio Vargas. Janari Gentil Nunes  é filho de Joaquim Ascendino Monteiro Nunes e de Laurinda Gentil Monteiro Nunes. Seu irmão, Coaraci Nunes, foi deputado federal pelo Amapá de 1947 a 1958.

## Biografia
Cursou a Escola Militar do Realengo (1934), o Curso Regional de Aperfeiçoamento de Oficiais da 8ª Região Militar (1942) e a Escola de Aperfeiçoamento de Oficiais (1942) na cidade do Rio de Janeiro.
Foi aspirante a oficial em 29 de dezembro de 1934 da arma da Infantaria, e foi promovido a 2º tenente em 7 de setembro de 1935, a 1º tenente em 3 de maio de 1937 e capitão em 8 de outubro de 1942.
Foi diretor da Associação Comercial do Rio de Janeiro e o terceiro presidente da Petrobras (1956-1958), indicado por Juscelino Kubitschek. Em 1958 foi nomeado embaixador do Brasil na Turquia .
Foi deputado federal no período de 1963-1967 pelo Partido Social Progressista (PSP) e 1967-1971 pela Aliança Renovadora Nacional (ARENA), representando o estado do Amapá.

## Carreira
Janari Nunes cursou o primário nos grupos escolares de Alenquer e de Óbidos (PA) e o secundário no Instituto Nossa Senhora de Nazaré e no Ginásio Pais de Carvalho, em Belém. Sentou praça em março de 1930, ingressando na Escola Militar do Realengo, no Rio de Janeiro, então Distrito Federal. Em 1933 e 1934 foi redator e diretor da Revista da Escola Militar e em dezembro deste último ano foi declarado aspirante-a-oficial da arma de infantaria.
Promovido a segundo-tenente em setembro de 1935 e a primeiro-tenente em maio de 1937, concluiu no ano seguinte o curso do Centro de Transmissões da 5ª Região Militar (5ª RM), sediada em Curitiba. Ainda em 1938 foi diretor-técnico da Federação de Escoteiros do Paraná e Santa Catarina. Em 1939 foi secretário da comissão interministerial que regulamentou o uso, a feitura e as cerimônias dos símbolos nacionais do Brasil, tendo sido o autor das regras oficiais para a confecção da bandeira nacional. Foi promovido a capitão em outubro de 1942 e nesse mesmo ano fez o curso de aperfeiçoamento de oficiais da 8ª RM, sediada em Belém.
Após a declaração de guerra do Brasil à Itália e à Alemanha em agosto de 1942, assumiu o comando da 1ª Companhia Independente de Metralhadoras Antiaéreas, encarregada da defesa da Base Aérea de Val-de-Cães, em Belém, posto que ocupou até dezembro de 1943. Nessa ocasião, foi nomeado por Getúlio Vargas primeiro governador do território do Amapá, criado dois meses antes em área desmembrada do Pará. Empossado em janeiro de 1944, permaneceu no cargo até 1949, quando licenciou-se para fazer o curso da Escola de Aperfeiçoamento de Oficiais, no Rio de Janeiro. Em dezembro desse ano reassumiu o governo do Amapá e, em 1952, passou para a reserva remunerada na patente de tenente-coronel.
Deixando a chefia do Executivo do Amapá em 1º de fevereiro de 1956, já no governo de Juscelino Kubitschek, assumiu dois dias depois a presidência da Petrobras, em substituição a Artur Levy. Juscelino dedicou especial atenção ao petróleo, tendo por meta elevar a produção de 6.800 para cem mil barris diários até o fim de seu governo. Por outro lado, o incentivo à implantação da indústria automobilística implicou a expansão da rede rodoviária nacional. De acordo com a orientação do presidente, Janari Nunes instalou a primeira fábrica de asfalto do país, subsidiária da refinaria Presidente Bernardes, em Cubatão (SP), com uma previsão de duzentas mil toneladas anuais. Ainda em 1956, a usina conseguiu produzir 29 mil toneladas de asfalto. Nesse ano, Janari Nunes viajou à Bolívia, Peru, Colômbia e Venezuela para fazer negociações no sentido de garantir o abastecimento de petróleo para o Brasil, ameaçado pela guerra entre Israel e Egito, que prejudicou a exportação do combustível produzido no Oriente Médio. A viagem tinha também o objetivo de estimular as relações de intercâmbio entre o Brasil e os países vizinhos da América Latina. Outra iniciativa de sua gestão foi a construção da refinaria Duque de Caxias, na periferia do Rio de Janeiro, iniciada em janeiro de 1958.
A discussão travada, em março desse ano, em torno da questão das notas reversais — atualizando o Tratado de Roboré, de 1938, que autorizava o Brasil a explorar o petróleo boliviano —, revelou sérias divergências no interior do governo. De um lado, o coronel Alexínio Bittencourt, presidente do Conselho Nacional do Petróleo (CNP), defendia a exploração do petróleo boliviano por grupos privados nacionais, com o apoio da Petrobras. Do outro, Janari Nunes, que em 1957 integrara a comissão encarregada da atualização do tratado, exigia a exclusividade da Petrobras. O aproveitamento do petróleo boliviano, entretanto, quer pela iniciativa privada, quer pela Petrobras, seria efetivado.
Ainda em 1958, Janari Nunes visitou a Holanda, França, Itália, Bélgica e Alemanha Ocidental, com o objetivo de negociar a concessão de empréstimos, visando ampliar as atividades da Petrobras. Nesse mesmo ano foi convidado a depor na Comissão Parlamentar de Inquérito (CPI) instalada para apurar os motivos de suas divergências com o presidente do CNP quanto à orientação da política do petróleo. Janari Nunes entrou também em atritos com o geólogo norte-americano Walter Link, contratado pela Petrobras para o cargo de consultor-geral da empresa. Link era contrário aos investimentos em pesquisas na Amazônia, propondo que os recursos fossem destinados à Bahia e a Sergipe, enquanto Janari era favorável à exploração da Amazônia, segundo suas palavras, um “mar de óleo”. Em dezembro de 1958 deixou a presidência da Petrobras, sendo substituído pelo coronel Idálio Sardenberg. Em 1960 foi embaixador plenipotenciário e extraordinário do Brasil na Turquia.
Nas eleições de outubro de 1962, já no governo do presidente João Goulart, elegeu-se deputado federal pelo Amapá na legenda do Partido Social Progressista (PSP). Assumiu o mandato em fevereiro de 1963 e nesse mesmo ano ocupou a vice-presidência da Comissão de Orçamento da Câmara dos Deputados. Com a dissolução dos partidos políticos por força do Ato Institucional nº 2 (AI-2), editado em 27 de outubro de 1965, e a posterior instauração do bipartidarismo, filiou-se à Aliança Renovadora Nacional (Arena), agremiação criada em abril de 1966 pelas forças políticas ligadas ao movimento político-militar de março de 1964. No pleito de novembro de 1966 reelegeu-se na legenda da Arena, participando, nessa legislatura, das comissões de Minas e Energia e de Fiscalização Financeira e Tomada de Contas, como suplente, e da Comissão Especial de Valorização da Amazônia, como membro efetivo. Durante sua permanência na Câmara Federal defendeu o monopólio estatal do petróleo, a transformação do Amapá em estado e o desenvolvimento da Amazônia e das fronteiras. Concluiu o mandato em janeiro de 1971.
Dedicando-se à iniciativa privada, em outubro de 1975 tornou-se diretor-presidente da Agulhas Negras Indústria e Comércio de Móveis. Em fevereiro de 1976 assumiu a direção da Kelson’s Indústria e Comércio e ainda nesse ano tornou-se diretor-presidente da Denison Indústria e Comércio, associada à Zenith Radio Corporation, empresa norte-americana sediada em Chicago.
Durante sua vida militar, serviu no 26º Batalhão de Caçadores, sediado em Belém, no comando do Batalhão do Oiapoque, no 24º Batalhão de Caçadores, sediado em Teresina, no 15º Batalhão de Caçadores, em Florianópolis, no 1º Batalhão de Caçadores, em Petrópolis (RJ), e nos quartéis-generais da 8ª e da 5ª RMs. Foi ainda membro do Instituto Histórico e Geográfico de Santa Catarina e da Academia Amapaense de Letras.
Foi presidente da Kelson’s e diretor da Associação Comercial do Rio de Janeiro.
Faleceu no Rio de Janeiro no dia 15 de outubro de 1984.
Foi casado com Iracema Carvão Nunes, com quem teve dois filhos. Viúvo, contraiu segundas núpcias com Alice Déia Carvão Nunes, com quem teve também dois filhos.
Publicou os livros Bandeira do Brasil (1938), Relatório sobre o território federal do Amapá (1946) e Defesa dos programas da Petrobras (1959).

## Obras
- Bandeira do Brasil (1938)[4]
- Relatório sobre o Território Federal do Amapá (1946)[1]
- Defesa dos programas da PETROBRAS (1956)[1]